# Ford 1955
Ford 1955 – gama amerykańskich samochodów osobowych produkowanych pod amerykańską marką Ford w latach 1954–1956, w ramach dwóch lat modelowych: 1955 i 1956. Obejmowała trzy bliźniacze modele klasy pełnowymiarowej (full-size car), niższego segmentu cenowego: Mainline, Customline i Fairlane oraz ich odmiany kombi. Oprócz nich, amerykański Ford produkował w tych latach jedynie model sportowy Ford Thunderbird.

## Model 1955
Nowa generacja samochodów Forda została zaprezentowana w listopadzie 1954 roku, zastępując poprzednią generację wywodzącą się z 1952 roku. Podobnie jak do tej pory, obejmowała trzy bliźniacze modele, różniące się wykończeniem i odmianami nadwoziowymi. Podstawowym modelem osobowym był nadal Mainline, a lepiej wykończonym Customline, natomiast najbardziej ekskluzywnym został nowy Fairlane, który zastąpił model Crestline. Osobno zgrupowano tym razem modele kombi, które nie nosiły formalnie już nazw tych modeli, lecz odpowiadały im poziomem wykończenia. Wszystkie samochody były tej samej wielkości, oparte na tym samym nadwoziu i ramie. Ich stylistykę wzorowano na wprowadzonym nieco wcześniej w 1954 roku nowym modelu sportowym Ford Thunderbird.
W stosunku do poprzedniej generacji, znacznie powiększona panoramiczna szyba przednia była mocno wygięta na boki. Boczne panele nadwozia były gładkie, tym razem bez podkreślonych błotników tylnych, a z tyłu przechodziły w niewielkie płetwy. Atrapa chłodnicy była wykonana w formie chromowanej wygiętej, wklęsłej kratownicy na całą szerokość przodu (określanej w stylu egg-crate – „kratki na jajka”. Miała ona małe prostokątne otwory tworzące 6 poziomych rzędów i 36 kolumn. Po bokach atrapy były duże okrągłe stożkowate światła postojowe, pod ostro zarysowanymi pojedynczymi reflektorami z „kapturami”. Wprowadzono nową deską rozdzielczą, zachowując jednak wystający ponad nią prędkościomierz Astra-Dial z przezroczystą skalą. Podwozie było także nowo opracowane, lecz jego zasadnicza ramowa konstrukcja i rozstaw osi 115,5 cala (293 cm) pozostały takie same. Również rozmiar opon 6,70×15 pozostał ten sam (7,10×15 w wersjach kombi).
Gamę nadwozi i modeli stanowiły:
- Mainline:
  - Mainline Tudor Sedan – 2-drzwiowy sześciomiejscowy sedan (tudor)
  - Mainline Fordor Sedan – 4-drzwiowy sześciomiejscowy sedan
  - Mainline Business Sedan – 2-drzwiowe trzymiejscowe coupé[3]

- Customline:
  - Customline Tudor Sedan – 2-drzwiowy sześciomiejscowy sedan (tudor)
  - Customline Fordor Sedan – 4-drzwiowy sześciomiejscowy sedan

- Fairlane:
  - Fairlane Club Sedan – 2-drzwiowy sześciomiejscowy sedan
  - Fairlane Town Sedan – 4-drzwiowy sześciomiejscowy sedan
  - Fairlane Victoria – 2-drzwiowy sześciomiejscowy hardtop
  - Fairlane Crown Victoria – 2-drzwiowy sześciomiejscowy hardtop
  - Fairlane Sunliner – 2-drzwiowy sześciomiejscowy kabriolet (ang. convertible)

- Ford Station Wagon (kombi):
  - Ranch Wagon – 3-drzwiowe sześciomiejscowe kombi (odpowiednik Mainline)
  - Custom Ranch Wagon – 5-drzwiowe sześciomiejscowe kombi (odpowiednik Customline)
  - Country Sedan – 5-drzwiowe sześcio- lub ośmiomiejscowe kombi (odpowiednik Customline)
  - Country Squire – 5-drzwiowe ośmiomiejscowe kombi (odpowiednik Fairlane)

Modele różniły się z zewnątrz między innymi ozdobami bocznymi: Mainline nie miał listew ozdobnych, Customline miał prostą listwę boczną na całą długość, a Fairlane miał fantazyjne listwy z uskokiem w formie „V” na przednich drzwiach. Oprócz klasycznego hardtop coupe Fairlane Victoria wprowadzono model Fairlane Crown Victoria, różniący się chromowanymi słupkami B, łączącymi się w ozdobny pałąk na dachu. Crown Victoria występował też w wersji z przezroczystą przednią częścią dachu z pleksiglasu. Najdroższy model kombi Country Squire posiadał ozdobne panele drewnopodobne na bokach.
Napęd stanowiły silniki:
- 6-cylindrowy R6 OHV Mileage Maker – poj. 223 cali sześciennych (3,65 l), stopień sprężania 7,5:1, 1-gardzielowy gaźnik, moc 120 KM,
- 8-cylindrowy V8 OHV  Trigger Torque – poj. 272 cali sześciennych (4,45 l), stopień sprężania 7,6:1, 2-gardzielowy gaźnik, moc 162 KM.
- 8-cylindrowy V8 OHV  Trigger Torque – poj. 272 cali sześciennych (4,45 l), stopień sprężania 5,5:1, 4-gardzielowy gaźnik, moc 182 KM.

Wszystkie modele były dostępne standardowo z silnikiem 6-cylindrowym, a V8 był opcjonalny. W stosunku do poprzedniego roku nieco wzmocniono silnik sześciocylindrowy i zwiększono pojemność silnika V8 oraz dodano wzmocniony silnik V8 o mocy 182 KM (dostępny tylko w Fairlane i modelach kombi).  W standardzie we wszystkich modelach była trzybiegowa mechaniczna skrzynia biegów, opcją była skrzynia z nadbiegiem lub automatyczna Fordomatic.
W 1955 roku modelowym wyprodukowano w USA 1 435 002 samochodów osobowych Ford, co dawało im 20,36% udziału w rynku amerykańskim (wliczając 16 155 egzemplarzy Thunderbirda). Był to najlepszy rok Forda od 1923 roku, lecz nie udało się wyprzedzić głównego rywala – Chevroleta, który również wprowadził nową generację modeli, i Ford spadł na drugie miejsce na rynku. Trzecim mniejszym konkurentem w tanim segmencie był Plymouth, który również wprowadził nową generację samochodów. Tym razem najliczniejszym modelem Forda był najdroższy Fairlane (44% produkcji, łącznie z odmianami kombi), niewiele ustępował mu Customline.  Przykładowe ceny bazowe wynosiły od 1606$ za Mainline Business Coupe przez 1845$ za Customline Fordor Sedan, 1960$ za Fairlane Town Sedan (najpopularniejszy model) i 2202$ za Fairlane Crown Victoria do 2392$ za Country Squire. Samochody Forda produkowano w 15 fabrykach w USA, w Dearborn, Chester, Atlancie, Buffalo, Chicago, Dallas, Edgewater, Kansas City, Long Beach, Louisville, Memphis, Norfolk, Richmond, Somerville i Saint Paul.

### Model 1956

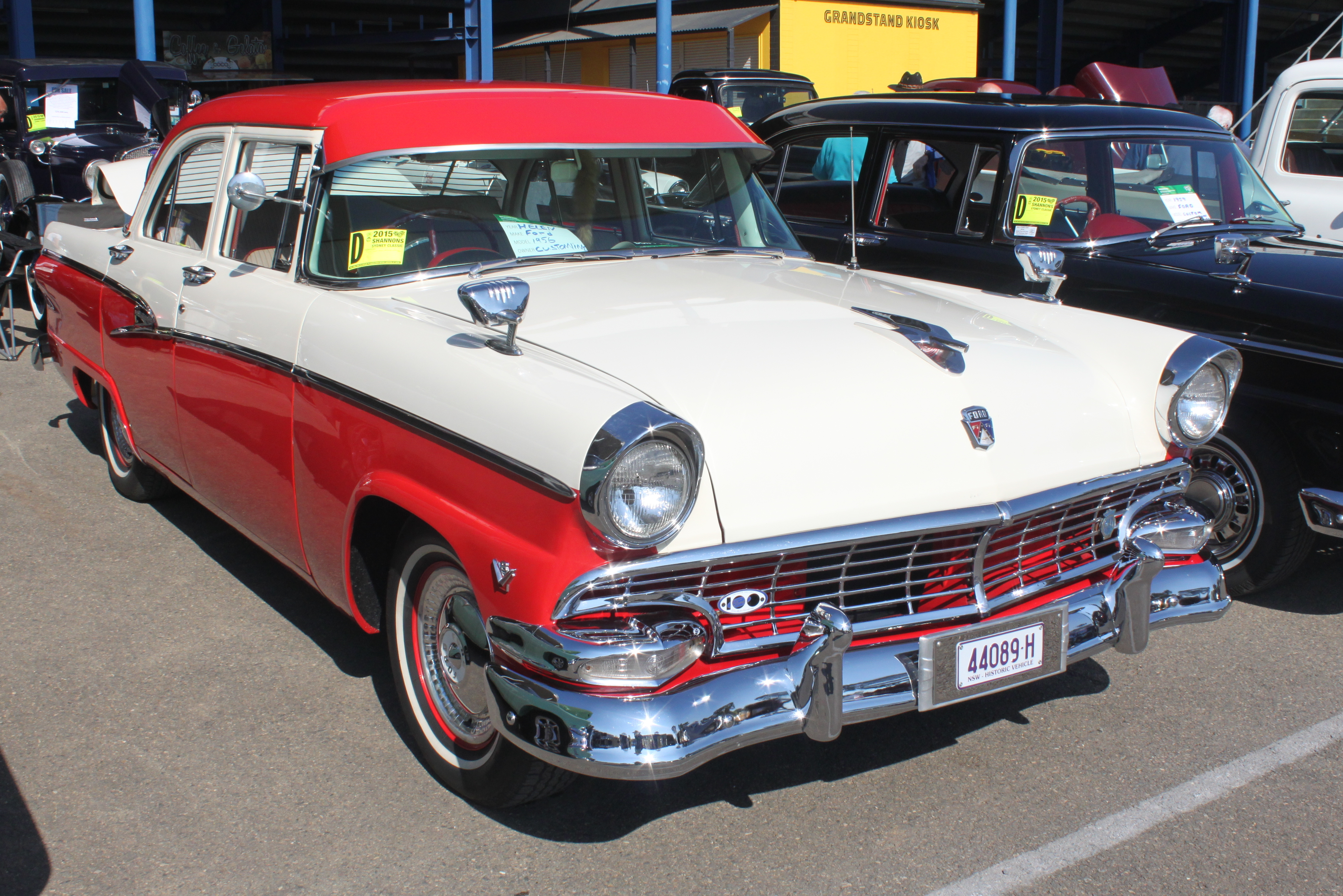
1956 Ford Customline V8 Fordor

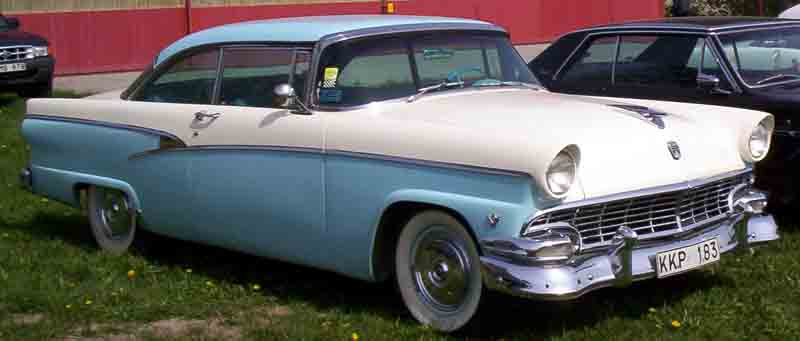
1956 Ford Customline V8 Victoria

Na rok 1956 modele Forda, wprowadzone już we wrześniu 1955 roku, zostały nieco przestylizowane. Duże okrągłe światła postojowe zostały zastąpione przez podłużne, nad przednim zderzakiem, w masywnych chromowanych obudowach. Poszerzono prostokątne otwory w kracie atrapy, która obecnie miała 6 poziomych rzędów i 12 kolumn. Zmieniono formę ozdoby na masce, częściowo ukrytej w fałszywym wlocie powietrza. Na desce przyrządów zrezygnowano z przezroczystego prędkościomierza na rzecz bardziej konwencjonalnego. Spośród zmian wewnętrznych, zastosowano 12-voltową instalację elektryczną zamiast 6-voltowej i ponownie zwiększono moc silników przez zwiększenie stopnia sprężania:
- 6-cylindrowy R6 (Six) OHV Mileage Maker – poj. 223 cali sześciennych (3,65 l), stopień sprężania 8,0, moc 137 KM
- 8-cylindrowy V8 OHV  Trigger Torque – poj. 272 cali sześciennych (4,45 l), stopień sprężania 8,0, moc 173 KM
- 8-cylindrowy V8 OHV  Trigger Torque – poj. 272 cali sześciennych (4,45 l), stopień sprężania 8,4, moc 176 KM.

Do gamy nadwozi doszły:
- Customline Victoria – 2-drzwiowy sześciomiejscowy hardtop
- Fairlane Victoria – 4-drzwiowy sześciomiejscowy hardtop
- Park Lane – 3-drzwiowe sześciomiejscowe kombi (odpowiednik Fairlane)

W tym roku model Mainline również otrzymał częściowe listwy boczne w tylnej części. Customline otrzymał dwie łączące się listwy boczne biegnące przez całą długość nadwozia, rozdzielające kolory przy dwukolorowej opcji malowania. Przednia listwa łagodnie opadała w kierunku tyłu i łączyła się z tylną za przednimi drzwiami, a w miejscu połączenia był na nich wygrawerowany napis Customline. Ford Fairlane miał podobny przebieg listew, jak w poprzednim roku, z uskokiem na przednich drzwiach, a listwy były szersze i w tylnej części miały trzy wzdłużne rowki. Ośmiomiejscowe kombi Country Sedan otrzymało ozdoby jak Fairlane (sześciomiejscowe nadal jak Customline).
W 1956 roku modelowym wyprodukowano 1 392 847 osobowych Fordów. Ich udział w rynku wzrósł do 22,56% (wliczając 15 631 Thunderbirdów), lecz Ford pozostał na drugim miejscu za Chevroletem. Udział w sprzedaży modelu Fairlane wzrósł do 48,5%, a Customline spadł do 35%. Ceny bazowe nieco wzrosły i wynosiły od 1748$ za Mainline Business Coupe przez 2093$ za Fairlane Town Sedan (najpopularniejszy model) do 2428$ za Park Lane i 2533$ za Country Squire.
W październiku 1956 roku wprowadzono nową generację Forda na 1957 rok.

## Australijska produkcja

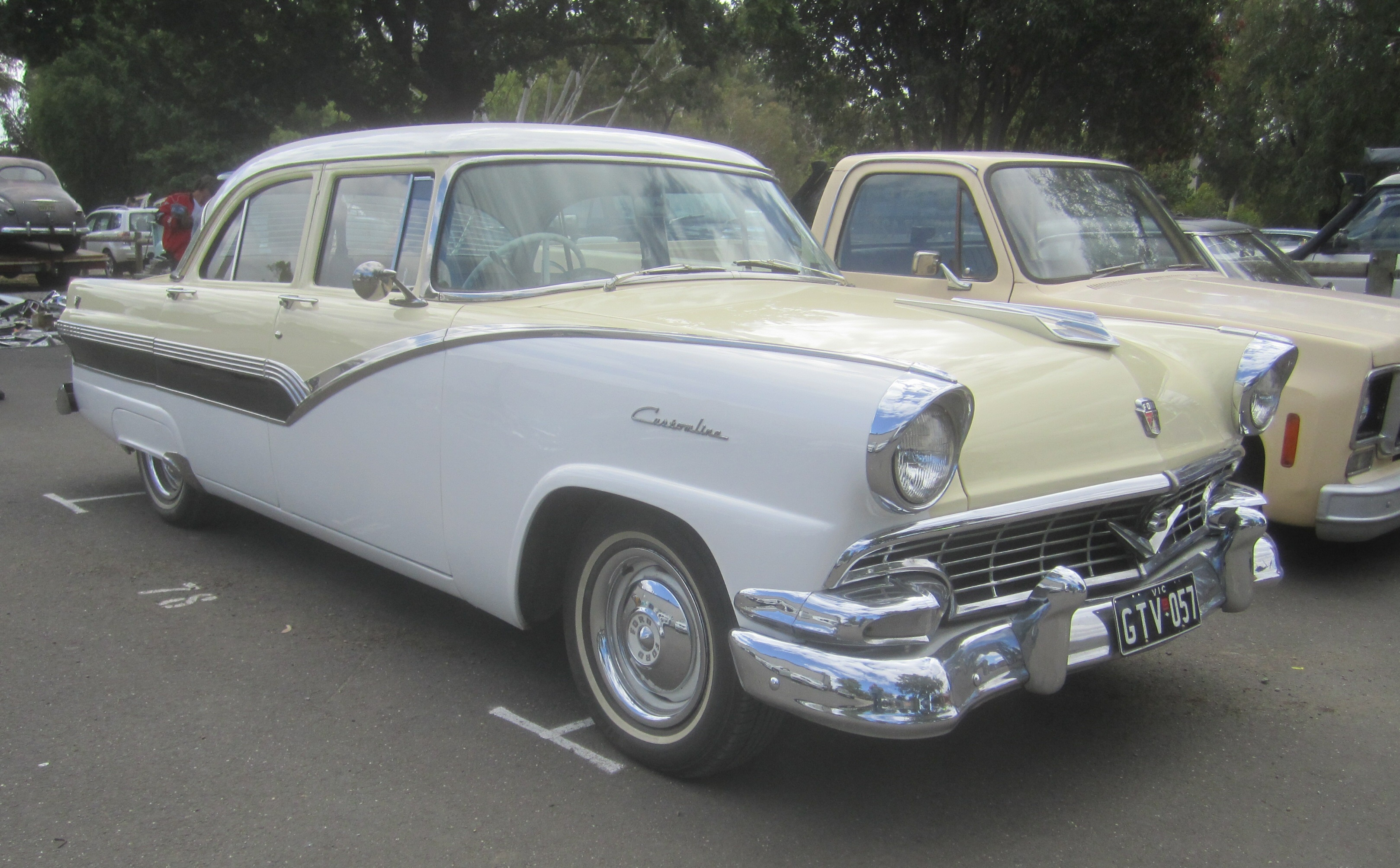
Australijski Ford Customline V8 z 1957

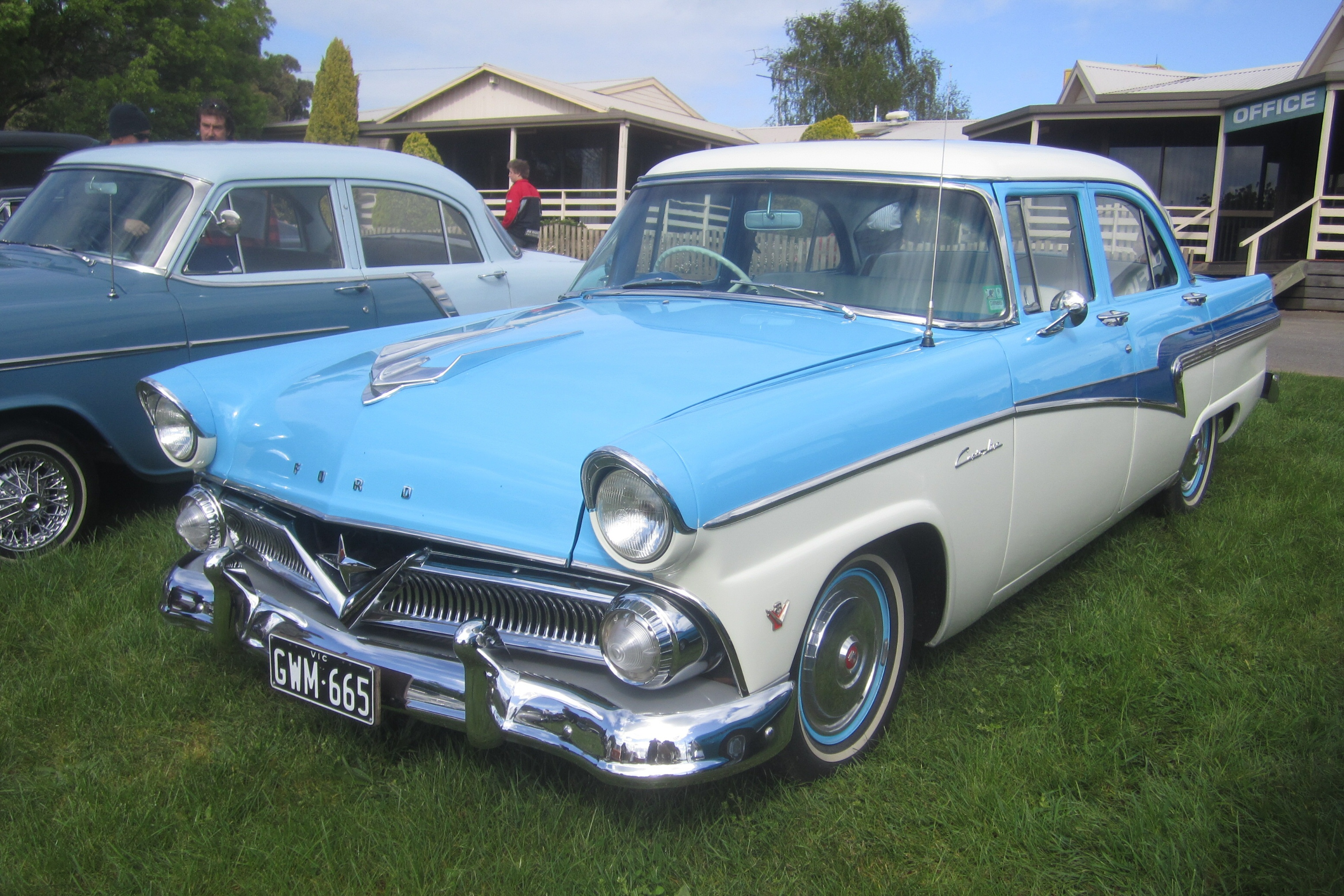
Australijski Ford Customline V8 z 1958

Modele analogiczne do amerykańskich były produkowane także przez australijskie zakłady Forda, na tamtejsze rynki. W odróżnieniu od amerykańskich, były przystosowane do ruchu lewostronnego. W 1955 roku wprowadzono drugą generację australijskich Fordów Customline, produkowaną dłużej, niż amerykańskie odpowiedniki – do 1959 roku. Napęd stanowił nowy górnozaworowy amerykański silnik OHV V8 (Y-block). W 1956 roku model ten przeszedł zewnętrzną modernizację, analogiczną do amerykańskich, przy tym wprowadzono także 12-voltową instalację elektryczną i, jako opcję, automatyczną skrzynię biegów Fordomatic. Zachowano natomiast deskę przyrządów wprowadzoną w poprzednim roku, z przezroczystym prędkościomierzem. Model z 1957 roku ze zmian otrzymał jedynie duży znaczek V8 na atrapie chłodnicy oraz ozdoby boczne w stylu amerykańskiego Forda Fairlane z 1956 roku.
W modelu z 1958 roku wprowadzono atrapę chłodnicy zaadaptowaną z kanadyjskiego modelu Meteor Rideau z 1955 roku (był to analogiczny Ford wytwarzany dla kanadyjskiej sieci dealerskiej Mercury′ego) oraz ozdoby boczne z Meteora z 1956 roku. Atrapa miała pośrodku czteroramienną gwiazdę wewnątrz szerokiej litery „V” i ponownie duże okrągłe światła postojowe modelu z 1955 roku. Deska rozdzielcza była wersją amerykańskiej z 1956 roku. Odmiany ze skrzynią biegów Fordomatic nosiły taką nazwę w miejsce Customline i miały dodatkową listwę boczną. Ocenia się, że wyprodukowano ok. 18.000 australijskich sedanów Customline generacji z lat 1955-1959. Następcą na rynku australijskim był Ford Fairlane.